# Manga-larga marchador
A raça Manga-Larga Marchador é tipicamente brasileira e surgiu há cerca de 200 anos na Comarca do Rio das Mortes, no Sul de Minas, através do cruzamento de cavalos da raça Alter — trazidos da Coudelaria de Alter do Chão, em Portugal — com outros cavalos selecionados pelos criadores daquela região mineira.
A base de formação dos cavalos Alter é a raça espanhola Andaluza, cuja origem étnica vem de cavalos nativos da Península Ibérica, germânicos e berberes. Os cruzamentos dessas raças deram origem a animais de porte elegante, beleza plástica, temperamento dócil e próprios para a montaria.
Os primeiros exemplares da raça Alter chegaram ao Brasil em 1808, com D. João VI, que se transferiu para a Colônia com a família real. Os cavalos dessa raça eram muito valorizados em Portugal e a família real investia em coudelarias (haras) para o aprimoramento da raça. A Coudelaria de Alter foi criada em 1748 por D. João V e viveu momentos de glória durante o século XVIII, formando animais bastante procurados por príncipes e nobres europeus para as atividades de lazer e serviço.
Minas Gerais já se destacava como centro criador de equinos desde o século XVIII e a chegada dos cavalos da raça Alter veio aprimorar ainda mais seus criatórios. A Comarca do Rio das Mortes tinha um potencial de ouro muito baixo, mas chamou a atenção dos colonizadores por causa das suas boas condições para a criação dos animais. Havia água em abundância e a vegetação era constituída de matas, capões e ervas pardacentas, adequadas para a produção de forragem.
O Manga-Larga Marchador teve como berço a fazenda Campo Alegre, no Sul de Minas. Ela pertencia a Gabriel Francisco Junqueira, o Barão de Alfenas, a quem é atribuída a responsabilidade pela formação da raça. A fazenda era uma herança de seu pai, João Francisco Junqueira. Outro fazendeiro importante na história do Manga-Larga Marchador foi José Frausino Junqueira, sobrinho de Gabriel Junqueira. Exímio caçador de veados, José Frausino aprendeu a valorizar os cavalos marchadores por serem resistentes e ágeis para transportá-lo em suas longas jornadas.
Há várias versões para o nome Manga-Larga Marchador, mas a mais consistente está relacionada à fazenda Manga-Larga, localizada em Paty do Alferes, no Rio de Janeiro. O nome da fazenda era o mesmo de uma serra que existia na região. Seu proprietário era um rico fazendeiro que, impressionado com os cavalos da família Junqueira, adquiriu alguns exemplares para os passeios elegantes realizados no Rio de Janeiro. Quando alguém se interessava pelos animais, ele indicava as fazendas do Sul de Minas. As pessoas procuravam os fazendeiros perguntando pelos cavalos da fazenda Manga-Larga e esta referência se transformou em nome. Já o nome Marchador foi acrescentado pelo fato de alguns daqueles cavalos terem a função de marchar em vez de trotar.

## Padrão do Manga-Larga Marchador

### Aparência geral
Porte médio, ágil, estrutura forte e bem proporcionada, expressão vigorosa e sadia, visualmente leve na aparência, pele fina e lisa, pelos finos, lisos e sedosos, temperamento ativo e dócil.
- Altura: Para machos a ideal é de 1,52 m, admitindo-se para o registro definitivo a mínima de 1,47 m e a máxima de 1,57 m. Para fêmeas a ideal é de 1,46 m, admitindo-se para o registro definitivo a mínima de 1,40 m e a máxima de 1,54 m.[1]
- Cabeça: forma triangular, bem delineada, média e harmoniosa, fronte larga e plana;
- Perfil: retilíneo na fronte e de retilíneo a sub-côncavo no chanfro;
- Olhos: afastados e expressivos, grandes, salientes, escuros e vivos, pálpebras finas e flexíveis;
- Orelhas: médias, móveis, paralelas, bem implantadas, dirigidas para cima, de preferência com as pontas ligeiramente voltadas para dentro;
- Garganta: larga e bem definida;
- Boca: de abertura média, lábios finos, móveis e firmes;
- Narinas: grandes, bem abertas e flexíveis;
- Ganachas: afastadas e descarnadas.

### Expressão e caraterização
O que exprime e caracteriza a raça em sua cabeça, aparência geral e conformação.

### Pescoço
De forma piramidal, leve em sua aparência geral, proporcional, oblíquo, de musculatura forte, apresentando equilíbrio e flexibilidade, com inserções harmoniosas, sendo a do tronco no terço superior do peito, admitindo-se, nos machos, ligeira convexidade na borda dorsal - como expressão de caráter sexual secundário - crinas ralas, finas e sedosas.

### Tronco
- Cernelha: bem definida, longa, proporcionando boa direção à borda dorsal do pescoço;
- Peito: profundo, largo, musculoso e não saliente;
- Costelas: longas, arqueadas, possibilitando boa amplitude torácica;
- Dorso: de comprimento médio, reto, musculado, proporcional, harmoniosamente ligado à cernelha e ao lombo;
- Lombo: curto, reto, proporcional, harmoniosamente ligado ao dorso e à garupa, coberto por forte massa muscular;
- Ancas: simétricas, proporcionais e bem musculadas;
- Garupa: longa, proporcional, musculosa, levemente inclinada, com a tuberosidade sacral pouco saliente e de altura não superior a da cernelha;
- Cauda: de inserção média, bem implantada, sabugo curto, firme, dirigido para baixo, de preferência com a ponta ligeiramente voltada para cima quando o animal se movimenta. Cerdas finas, ralas e sedosas.

### Membros anteriores
- Espáduas: longas, largas, oblíquas, musculadas, bem implantadas, apresentando amplitude 2 de movimentos;
- Braços: longos, musculosos, bem articulados e obliquos;
- Antebraços: longos, musculosos, bem articulados, retos e verticais;
- Joelhos: largos, bem articulados e na mesma vertical do antebraço;
- Canelas: retas, curtas, descarnadas, verticais, com tendões fortes e bem delineados;
- Boletos: definidos e bem articulados;
- Quartelas: de comprimento médio, fortes, oblíquas e bem articuladas;
- Cascos: médios, sólidos, escuros e arredondados.
- Aprumos: corretos.

### Membros posteriores
- Coxas: musculosas e bem inseridas;
- Pernas: fortes, longas, bem articuladas e aprumadas;
- Jarretes: descarnados, firmes, bem articulados e aprumados;
- Canelas: retas, curtas, descarnadas, verticais, com tendões fortes e bem delineados;
- Boletos: definidos e bem articulados;
- Quartelas: de comprimento médio, fortes, oblíquas e bem articuladas;
- Cascos: médios, escuros e arredondados;
- Aprumos: corretos.

### Ação
- Passo: andamento marchado, simétrico, de baixa velocidade, a quatro tempos, com apoio alternado dos bípedes laterais e diagonais, sempre intercalados por tempo de tríplice apoio. Características ideais: regular, elástico, com ocorrência de sobrepegada; equilibrado, com avanço sempre em diagonal e tempos de apoio dos bípedes diagonais pouco maiores que laterais; suave movimento de báscula com o pescoço; boa flexibilidade de articulações.
- Galope: andamento saltado, de velocidade média, assimétrico, a três tempos, cuja sequência de apoios se inicia com um posterior, seguido do bípede diagonal colateral (apoio simultâneo) e se completa com o anterior oposto. Características ideais: regular, justo, com boa impulsão, equilibrado, com nítido tempo de suspensão, discreto movimento de báscula com o pescoço, boa flexibilidade de articulações.

### Andamento
- Marcha batida ou picada: é o andamento natural, simétrico, a quatro tempos, com apoios alternados dos bípedes laterais e diagonais, intercalados por momentos de tríplice apoio.
- Características ideais: regular, elástico, com ocorrência de sobrepegada ou ultrapegada, equilibrado, com avanço sempre em diagonal e tempos de apoio dos bípedes diagonais maiores que laterais, movimento discreto de anteriores, descrevendo semicírculo visto de perfil, boa flexibilidade de articulações.

## Homenagem
Em 2013, a espécie do cavalo foi mostrada, cantada e homenageada pela escola de Samba carioca Beija Flor de Nilópolis com o enredo: "Amigo Fiel: Do Cavalo do Amanhecer ao Manga-Larga Marchador", conquistando o título de vice-campeã do carnaval.

## Lei N.º 12.975 de 19 de Maio de 2014
Em 19 de Maio de 2014, a Presidente Dilma Rousseff sancionou a Lei N.º 12.975/14, de autoria do deputado federal Arthur Oliveira Maia (SD/BA), que declara a raça de cavalos Manga-Larga Marchador raça nacional.